# Automotrice Mat '46
Materieel 1946
Les automotrices Mat '46 (materieel 1946) des Nederlandse Spoorwegen sont une série de 79 rames doubles ElD2 et 42 rames quadruples ElD4 commandées à partir de 1946.
Issues des automotrices électriques des séries Mat '35, '36 et '40, elles partagent la même forme avec un avant fuselé mais des vitrages de cabines plus grand. Elles donneront naissance aux autorails DE1 / DE2 ainsi qu'aux rames Mat '54 qui se distinguent par leur nez arrondi et d'un pare-brise surélevé et disparaissent au début des années 1980.
La rame double 273 est préservée en état opérationnel.

## Histoire

### Genèse
En 1934, les Nederlandse Spoorwegen mettent en service leurs premières rames aérodynamiques dont l'aspect extérieur emprunte la forme fuselée des autorails Fliegender Hamburger (de) des chemins de fer allemands. L'année suivante est commandée une petite série d'automotrices électriques Mat '35 reprenant la même construction. Ces véhicules jetteront les bases des 130 automotrices des séries Mat '36 et '40 qui permettront aux NS de disposer de matériel moderne et d'électrifier de nombreuses lignes des Pays-Bas. Une vingtaine d'autorails est également commandée. Ces matériels rapides partageant de nombreuses pièces en commun introduisent un niveau de confort jusqu'ici inconnu avec des banquettes rembourrées en 3e classe et un service de restauration avec cuisine à bord de certaines rames.
La Seconde Guerre mondiale entraîne la destruction ou la perte à l'étranger de nombreux véhicules aérodynamiques, met hors d'usage les installations électriques et rend nécessaire l'achat de nouvelles locomotives à vapeur. Dès 1946, le rythme des électrifications reprend et les NS mettent à l'étude de nouvelles séries d'automotrices destinées à la fois au remplacement des rames détruites pendant la guerre et à l'expansion des dessertes électrifiées.

### Mise au point

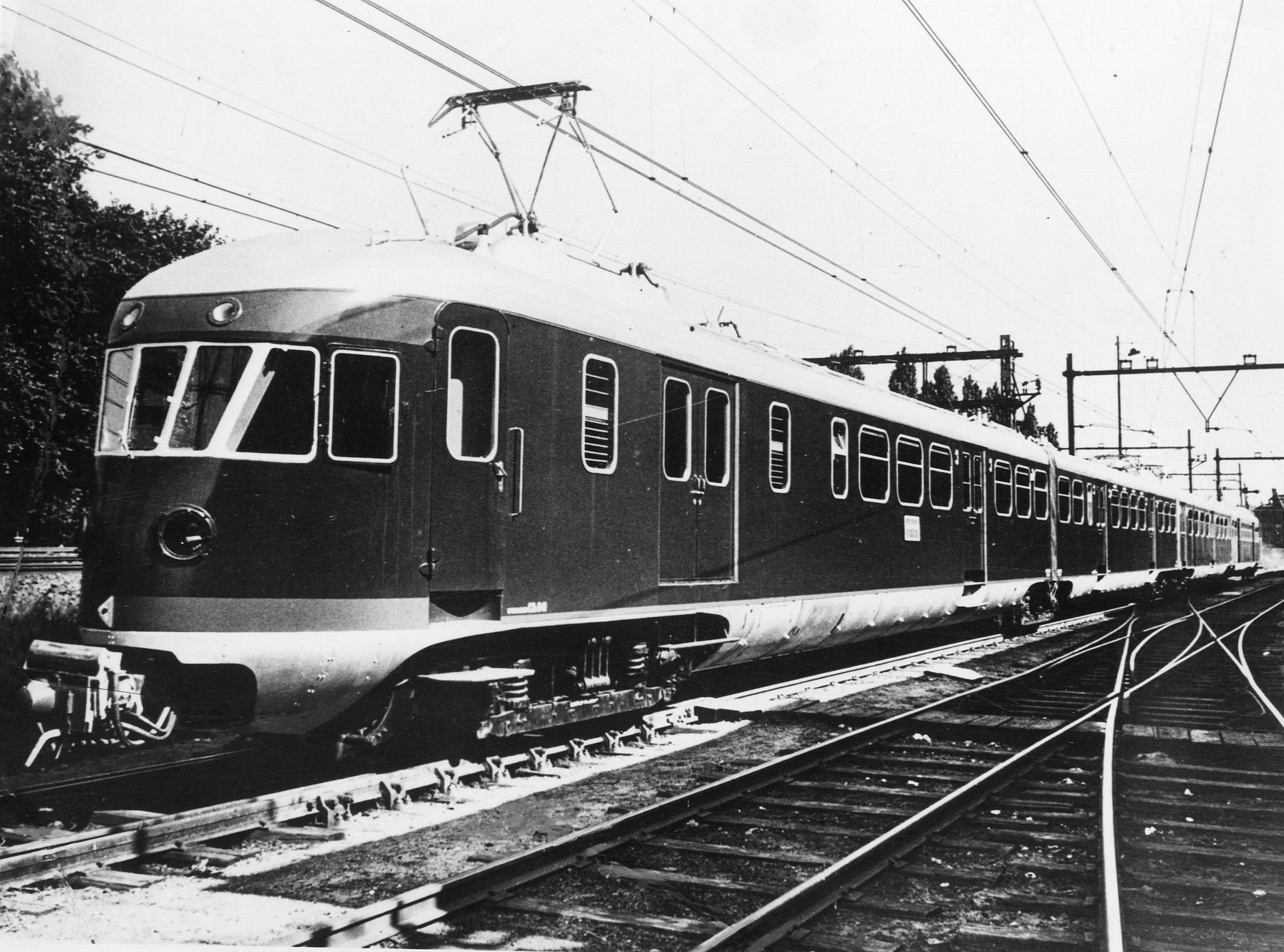
La 641, première de la série, en 1948.
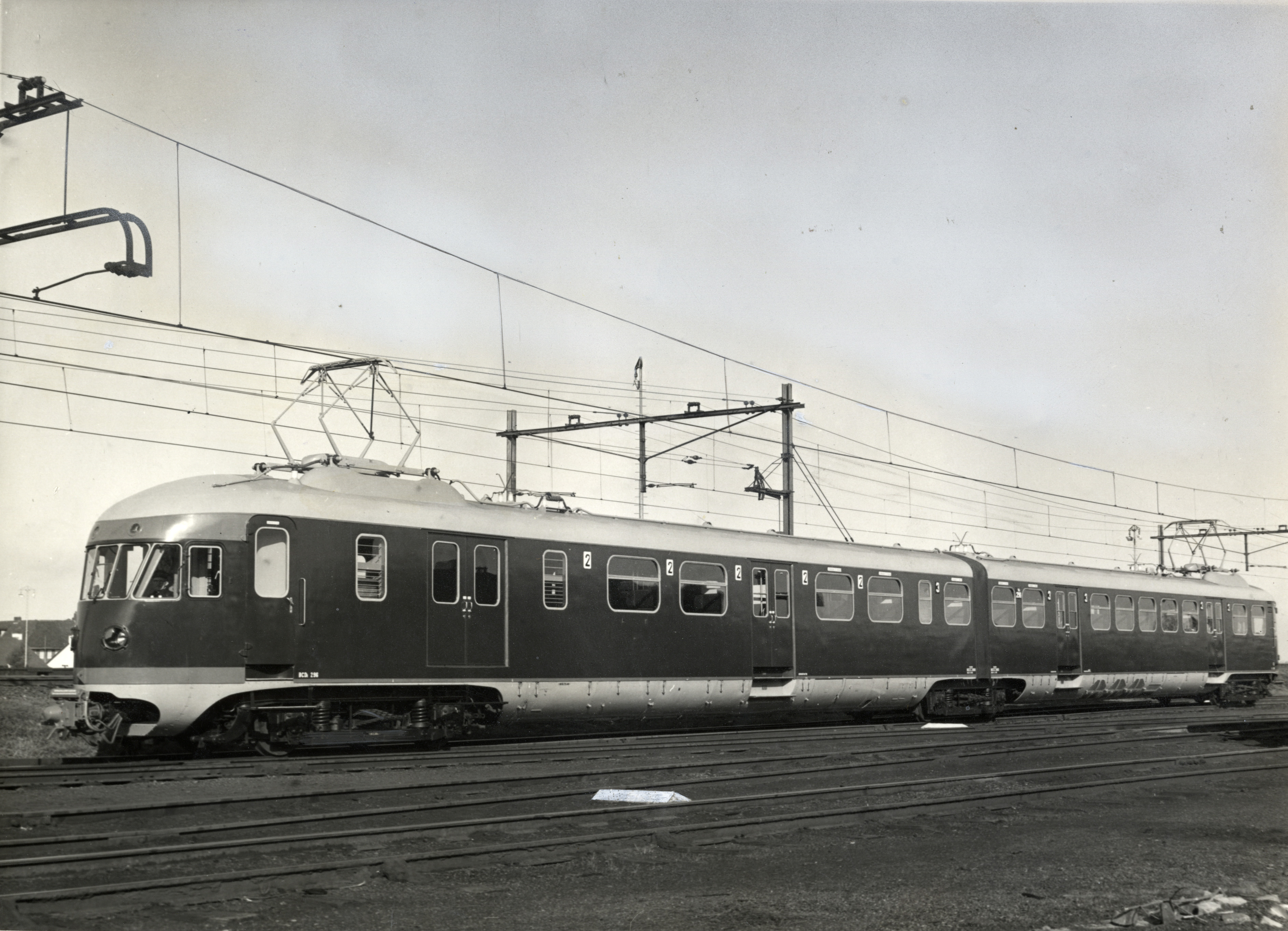
La rame 296, peu après sa livraison en 1952.

Par rapport aux séries précédentes qui combinaient une multitude de types sans partager de types de remorques en commun, la conception des Mat '40 doubles et quadruples est plus simple avec un ou deux ensembles de motrices encadrant un bogie Jacobs dépourvu de moteurs de traction ; les bogies reviennent au modèle éprouvé mis au point pour les Mat '36 courtes, ceux des Mat '40 n'ayant pas donné satisfaction. Même sur les éléments quadruples, aucune voiture n'est dépourvue de moteurs. En résulte un rapport poids-puissance avoisinant les 10 kw/tonne donnant lieu à des accélérations supérieures à celles du matériel ancien ; seules les Mat '36 longues avaient un ratio proche avant l'ajout d'une remorque. Autre distinction, les vitrages de cabine sont plus grands, donnant un aspect plus moderne, mais les voyageurs n'ont plus la possibilité d'observer le paysage à travers la cabine du conducteur. Les portes d'accès sont toutes de grande taille et il n'y a plus de doubles vestibules.
Les rames doubles (ElD2) sont organisées comme suit :
- Une motrice Ck avec une cabine de conduite, deux compartiments fermés de troisième de 8 places, une plateforme d'accès, une salle de 40 places, un second vestibule et une salle de 16 places ;
- Une motrice BCDk avec une cabine de conduite, un compartiment à bagages, deux salles de 24 places de 2e classe encadrant une plateforme d'accès, deux toilettes et une petite salle de 8 places de 3e classe.

Les rames quadruples (ElD4) ont la composition suivante :
- Une motrice Ck identique à celle des ElD2 ;
- Une motrice B avec deux toilettes, une salle de 36 places de 2e classe, un vestibule, quatre compartiments de 2e classe de 6 places et un second vestibule ;
- Une motrice C avec une salle à manger de 11 places et une cuisine imbriquée, deux vestibules encadrant une salle de 32 places, deux toilettes et une salle de 16 places ;
- Une motrice CDk avec une cabine de conduite, un compartiment à bagages doté d'un compartiment pour le courrier et deux salles de 24 places encadrant un vestibule.

Trois commandes successives sont passées. En raison du contexte difficile de l'après-guerre, les premières rames entrent en service commercial en 1949.
Les premières rames sont commandées en 1946. En raison de la pénurie de matières premières, il faut attendre 1948 pour qu'entrent en service les premiers exemplaires, les 641 à 651. Six rames doubles entrent en service en 1949 (241-245 et 248) de même que 17 quadruples. Il faut attendre 1951 pour que l'ensemble des trains soit livré.

### Carrière et services effectués
Le nouveau matériel s'illustre en effectuant le parcours inaugural de nombreuses lignes électrifiées dans les années 1950. On les voit sur tous types de trains circulant entre-elles ou couplées à d'autres types d'automotrices électriques. Les rames doubles sont surtout utilisées à leurs débuts sur des services omnibus, ou en renfort des rames quadruples affectées aux grandes lignes, notamment la ligne de l'Ijssel (Arnhem - Zwolle - Leeuwaerden) dont elles sont évincées en 1961 par l'arrivée de rames tractées de voitures plan E. À partir du milieu des années 1950, les NS mettent au point les automotrices Mat '54 : 73 rames quadruples, 68 doubles et 12 automotrices doubles spéciales destinées aux trains Benelux. Avec la mise en service du dernier exemplaire des « Hondekop » (têtes de chien) en 1962, une page se tourne : les automotrices suivantes des plans V et T introduisent une série de changements dans leur système de traction et ne sont plus compatibles avec le matériel de 1935 à 1962.
Encore affectées à des Intercity après 1970, elles voient leurs effectifs s'amenuiser avec la mise à la retraite des premières rames quadruples à partir de 1973 ; les autres voient leur cuisine supprimée. Des rames doubles sont également radiées à partir du milieu des années 1970. Il reste en 1980 31 rames quadruples et 52 doubles, leur service commercial prend fin en septembre 1983.
Pour les VIe Jeux paralympiques d’été de 1980, organisés à Arnhem et Veenendaal, les NS transforment six Mat '46 quadruples en supprimant la moitié des sièges pour pouvoir emporter 90 personnes en fauteuils roulants. Le manque de succès conduit à un abandon de ces trains spéciaux deux jours après leur introduction et les rames transformées finiront rapidement à la ferraille.

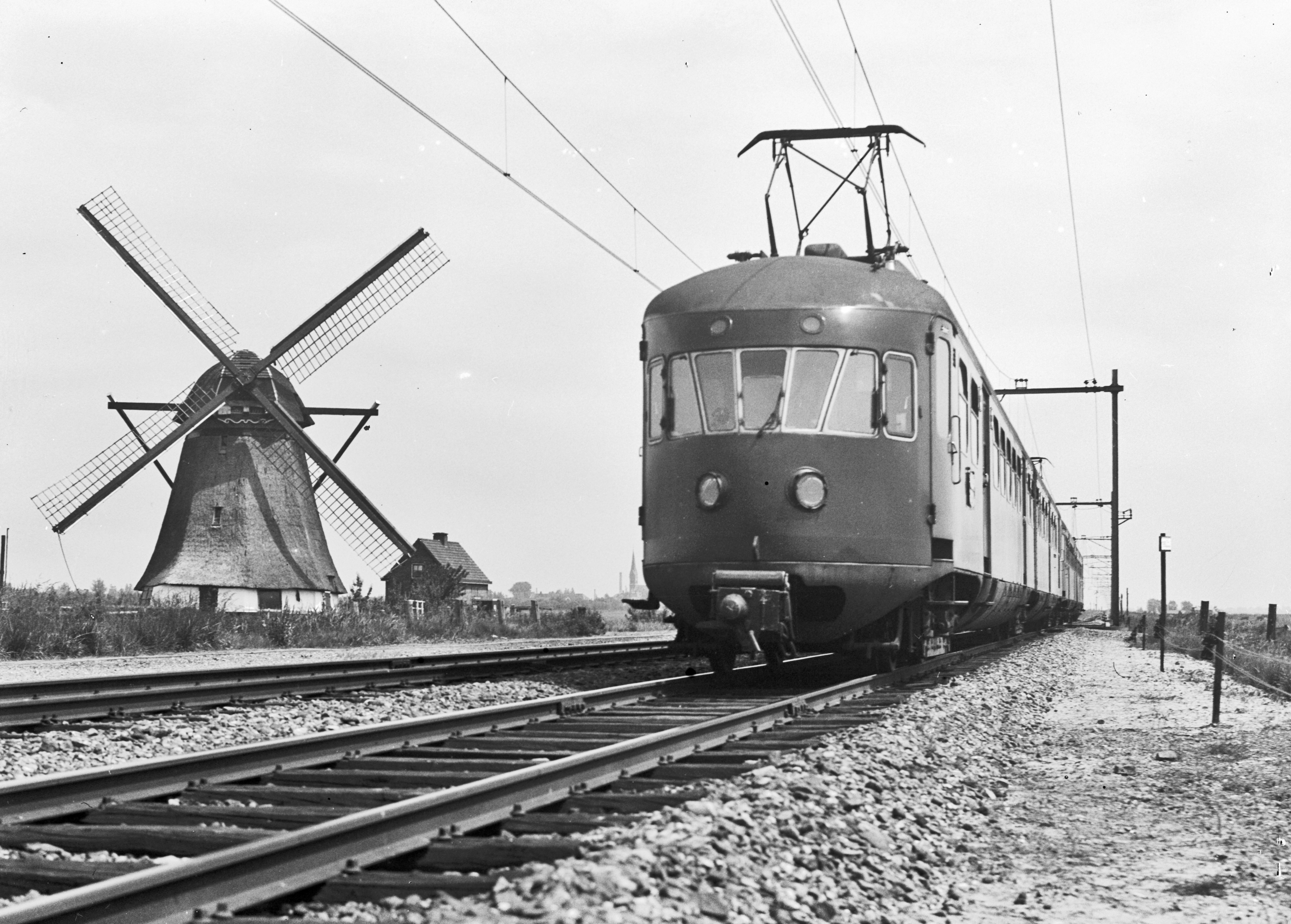
Rames doubles dans un décor typique de la Hollande (1952).
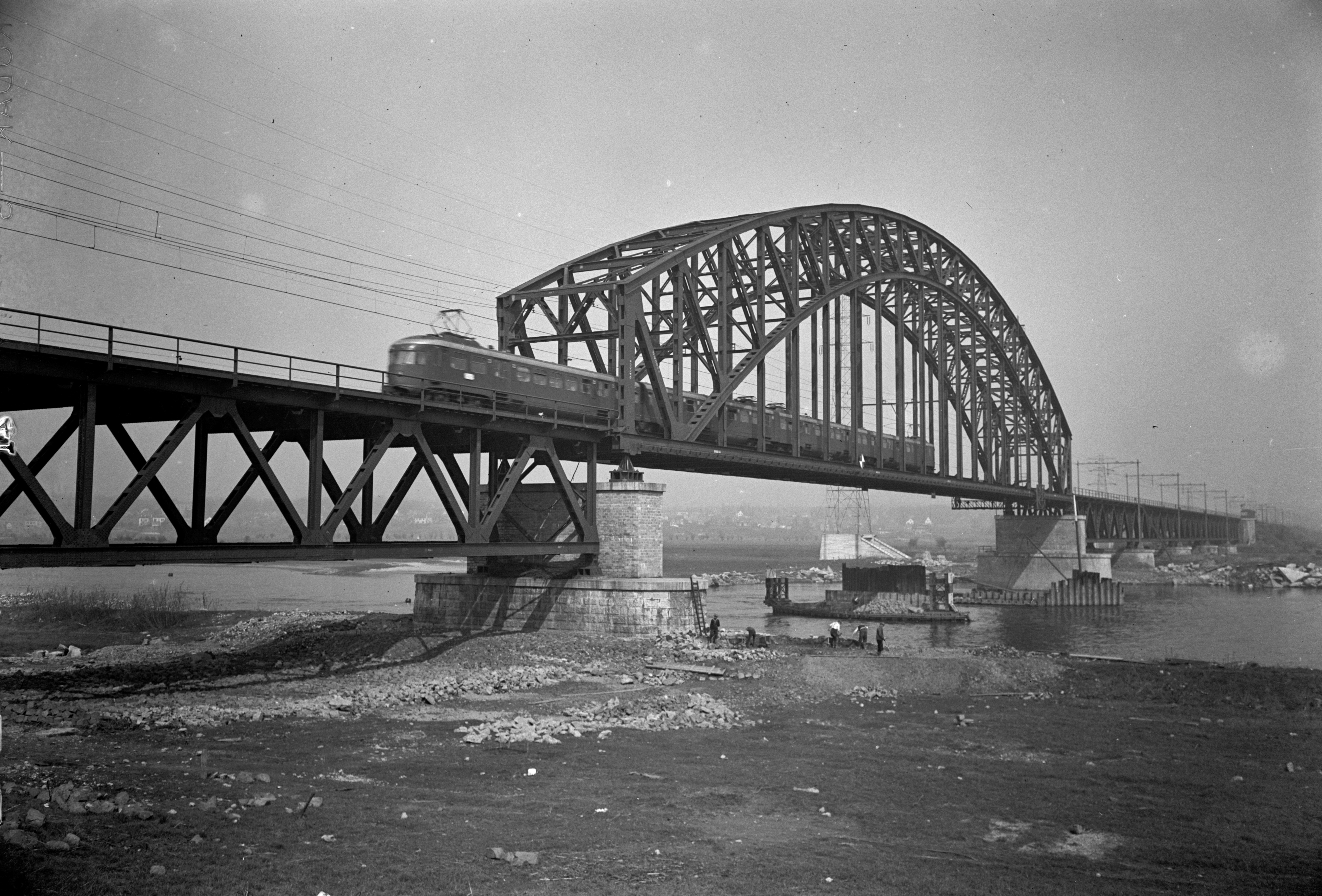
Une rame quadruple franchit le nouveau pont sur le Rhin près d'Arnhem (1953).
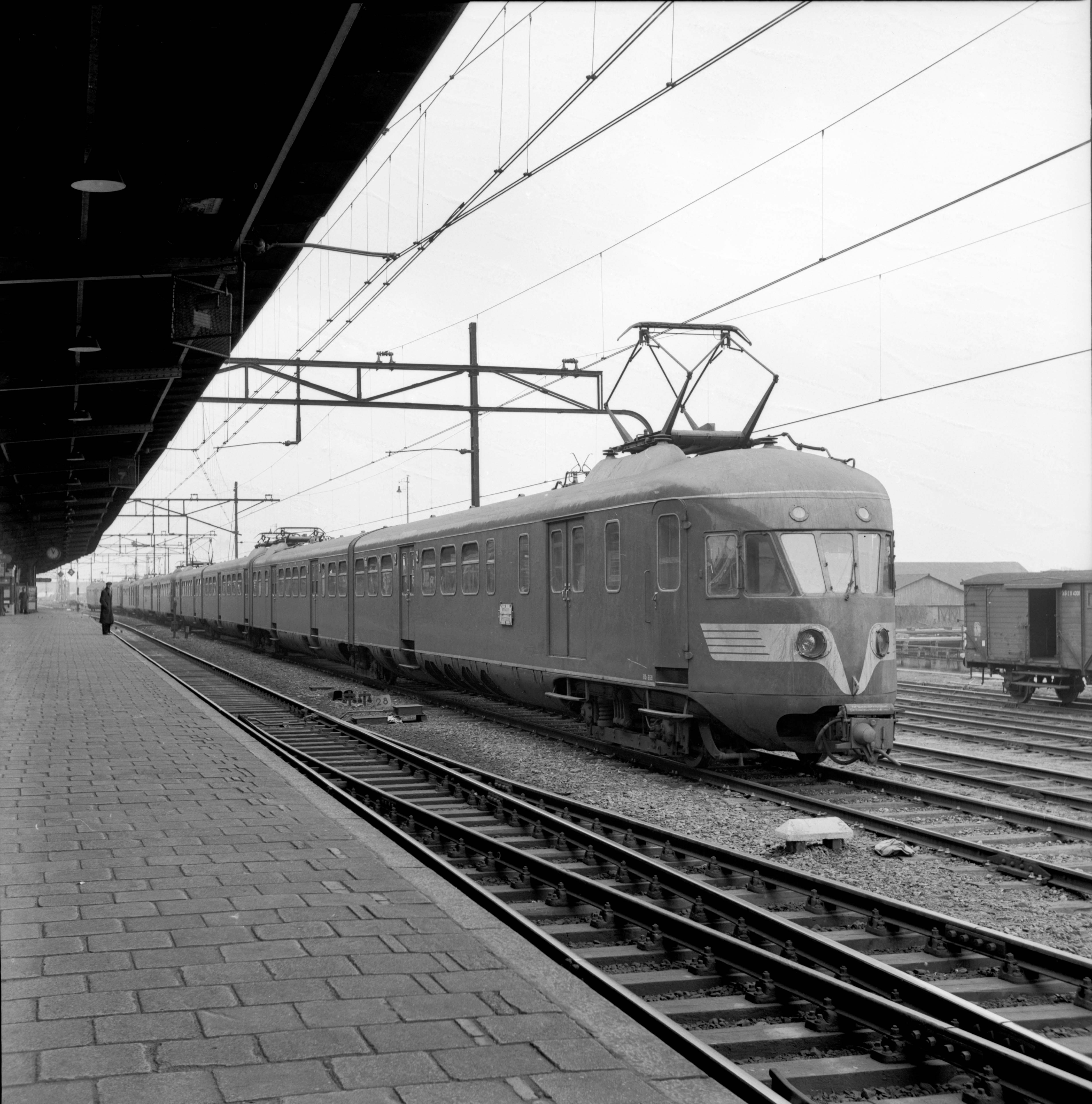
Assemblage d'une Mat '46 quadruple, d'une remorque postale et de deux Mat '40 doubles (1960).
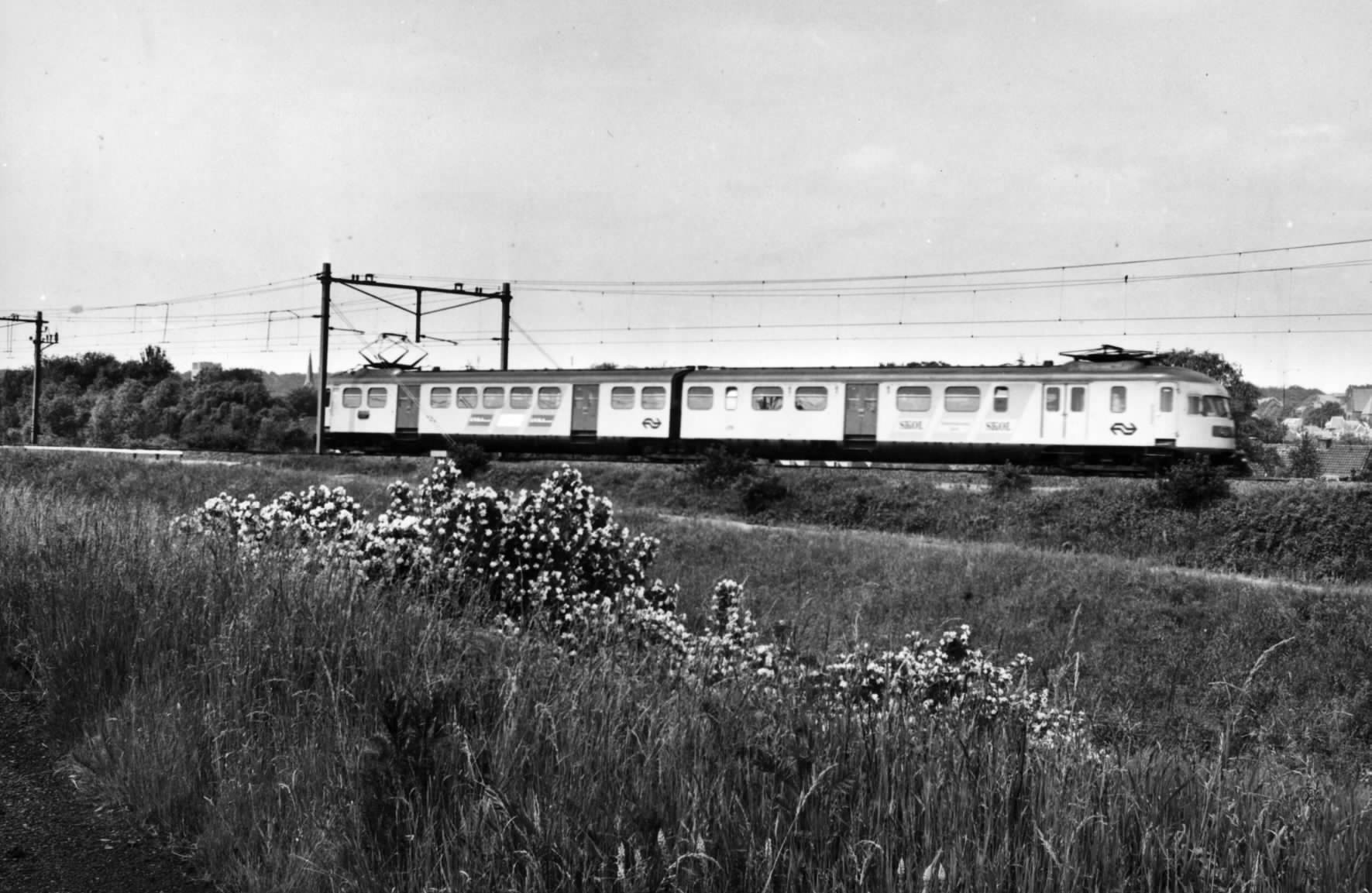
Une rame repeinte en jaune (1970).

### Préservation

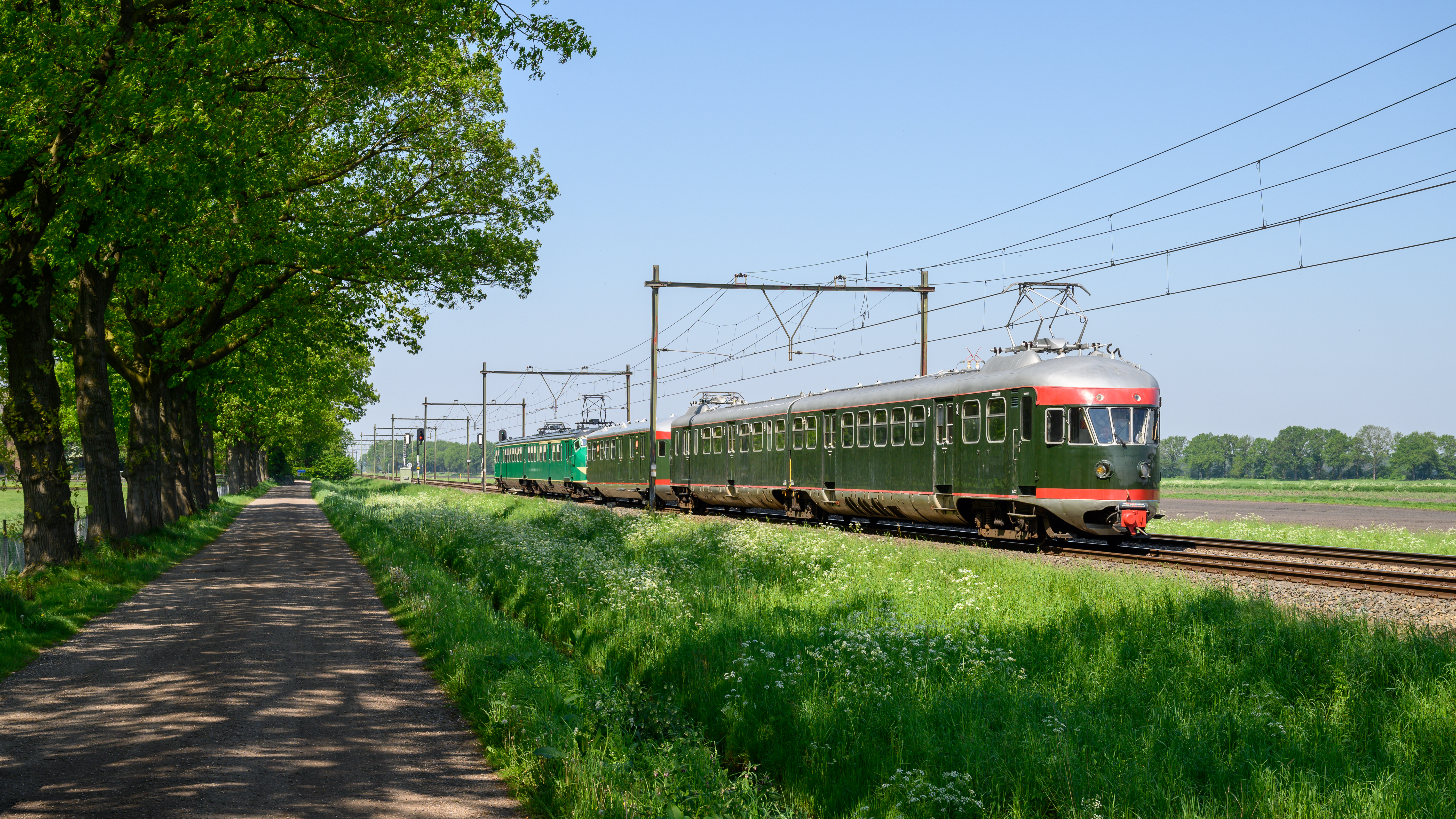
Parcours historique assuré par la 273, une Mat '54 et une remorque postale (2023).

Deux rames échappent à la démolition dans les années 1980 :
- La 279 (peinte en jaune) est sélectionnée comme banc de test roulant pour les futures automotrices SM' 90. Pourvue d'un nouvel équipement de traction HOLEC[4], elle roule de 1986 à 1989 avant d'être finalement ferraillée en 1992 ;
- La 273, radiée en mai 1983, est rachetée par la fondation STIBANS qui commence sa restauration avant de la céder au Musée national des chemins de fer néerlandais en 1987. Roulante depuis 1996, elle assure des parcours historiques lorsqu'elle n'est pas stationnée à Utrecht, au musée.

Deux autres vestiges de rames Mat '46 ont été conservés :
- La cabine de conduite (dépourvue de toit) de la rame quadruple 654, entièrement détruite par le feu après un accident à Susteren en 1950, a été conservée en atelier, exposée en 1955 et finalement intégrée aux collections du Musée national ; on perd sa trace après 1983 ;
- La cabine de conduite de la 285, utilisée un temps pour des essais de convertisseurs statiques et démolie en 1984, a été restaurée en 2018 par le Musée des chemins de fer.